# El Forcall (Viu de Llevata)
El Forcall, o lo Forcall, és un indret del terme de Sarroca de Bellera, al Pallars Jussà, en el territori de l'antic terme de Benés.
Es troba a l'extrem occidental del terme, en un lloc allunyat de les poblacions actuals. És al sud del Tossal de Tous i al sud-oest del Tossal de Prat d'Hort. Queda a llevant del paratge de Prat d'Hort, i en el Forcall el barranc de Prat d'Hort s'ajunta al barranc de les Salanques.
El nom del lloc ve precisament de l'aiguavés dels dos barrancs, ja que formen una forca.